# Štarnov
Štarnov är en ort i Tjeckien.   Den ligger i regionen Olomouc, i den östra delen av landet, 210 km öster om huvudstaden Prag. Štarnov ligger 226 meter över havet och antalet invånare är 576.
Terrängen runt Štarnov är platt åt sydväst, men åt nordost är den kuperad. Runt Štarnov är det tätbefolkat, med 476 invånare per kvadratkilometer. Närmaste större samhälle är Olomouc, 10,2 km söder om Štarnov. I omgivningarna runt Štarnov växer i huvudsak blandskog.